# BMW F10
La sexta generación del BMW Serie 5 (BMW F10) se presentó a finales de 2009, ya con Adrian van Hooydonk como jefe de diseño de BMW y con Jacek Fröhlich como diseñador de su exterior. Tiene suspensión delantera de doble trapecio y trasera multibrazo, una caja de cambios ZF automática de 8 velocidades y motores de gasolina de 6 cilindros en línea y 8 en V, atmosféricos y turboalimentados y turbodiésel de 4 y 6 cilindros en línea.

## Motorizaciones
| Motores de gasolina            | Motores de gasolina                                       | Motores de gasolina                               | Motores de gasolina                                       | Motores de gasolina                               | Motores de gasolina                               | Motores de gasolina                                       | Motores de gasolina                                 | Motores de gasolina                                 | Motores de gasolina                                 | Motores de gasolina                                 | Motores de gasolina                                 | Motores de gasolina |
|                                | 520i                                                      | 523i                                              | 528i                                                      | 528i                                              | 530i                                              | 535i                                                      | 550i                                                | 550i                                                | M5                                                  | M5 Competition                                      | M5 30 Jahre                                         |                     |
| ------------------------------ | --------------------------------------------------------- | ------------------------------------------------- | --------------------------------------------------------- | ------------------------------------------------- | ------------------------------------------------- | --------------------------------------------------------- | --------------------------------------------------- | --------------------------------------------------- | --------------------------------------------------- | --------------------------------------------------- | --------------------------------------------------- | ------------------- |
| Periodo                        | 2011-2017                                                 | 2010-2011                                         | 2011-2017                                                 | 2010-2011                                         | 2011-2013                                         | 2010-2017                                                 | 2010-2013                                           | 2013-2017                                           | 2011-2017                                           | 2013-2017                                           | 2014-2016                                           |                     |
| Identificación del motor       | N20 B20                                                   | N53 B30                                           | N20 B20                                                   | N53 B30                                           | N53 B30                                           | N55 B30                                                   | N63 B44                                             | N63 TUB44                                           | S63 TUB44                                           | S63 TUB44                                           | S63 TUB44                                           |                     |
| Tipo de motor                  | L4 16v, inyección directa, turbo twin-scroll, intercooler | L6 24v, inyección directa                         | L4 16v, inyección directa, turbo twin-scroll, intercooler | L6 24v, inyección directa                         | L6 24v, inyección directa                         | L6 24v, inyección directa, turbo twin-scroll, intercooler | V8 32v, inyección directa, doble turbo, intercooler | V8 32v, inyección directa, doble turbo, intercooler | V8 32v, inyección directa, doble turbo, intercooler | V8 32v, inyección directa, doble turbo, intercooler | V8 32v, inyección directa, doble turbo, intercooler |                     |
| Diámetro x carrera             | 84.0 mm × 90.1 mm                                         | 85.0 mm × 88.0 mm                                 | 84.0 mm × 90.1 mm                                         | 85.0 mm × 88.0 mm                                 | 85.0 mm × 88.0 mm                                 | 84.0 mm × 89.6 mm                                         | 89.0 mm × 88.3 mm                                   | 89.0 mm × 88.3 mm                                   | 89.0 mm × 88.3 mm                                   | 89.0 mm × 88.3 mm                                   | 89.0 mm × 88.3 mm                                   |                     |
| Cilindrada                     | 1997 cm³                                                  | 2996 cm³                                          | 1997 cm³                                                  | 2996 cm³                                          | 2996 cm³                                          | 2979 cm³                                                  | 4395 cm³                                            | 4395 cm³                                            | 4395 cm³                                            | 4395 cm³                                            | 4395 cm³                                            |                     |
| Relación de compresión         | 10.0: 1                                                   | 12.0: 1                                           | 10.0: 1                                                   | 12.0: 1                                           | 12.0: 1                                           | 10.2: 1                                                   | 10.0: 1                                             | 10.0: 1                                             | 10.0: 1                                             | 10.0: 1                                             | 10.0: 1                                             |                     |
| Potencia máxima: CV (kW) @ rpm | 184 CV (135 kW) @ 5000-6000                               | 204 CV (150 kW) @ 6100                            | 245 CV (180 kW) @ 5000-6500                               | 258 CV (190 kW) @ 6600                            | 272 CV (200 kW) @ 6100                            | 306 CV (225 kW) @ 5800-6400                               | 408 CV (300 kW) @ 5500-6000                         | 450 CV (330 kW) @ 5500-6000                         | 560 CV (412 kW) @ 6000-7000                         | 575 CV (423 kW) @ 6000-7000                         | 600 CV (441 kW) @ 6000-7000                         |                     |
| Par máximo: Nm @ rpm           | 270 Nm @ 1250-4500                                        | 270 Nm @ 1500-4250                                | 350 Nm @ 1250-4800                                        | 310 Nm @ 2600-5000                                | 310 Nm @ 1600-4250                                | 400 Nm @ 1200-5000                                        | 600 Nm @ 1750-4500                                  | 650 Nm @ 2000-4500                                  | 680 Nm @ 1500-5750                                  | 680 Nm @ 1500-6000                                  | 700 Nm @ 1500-6000                                  |                     |
| Tracción                       | Trasera                                                   | Trasera                                           | Trasera / Total (xDrive)                                  | Trasera                                           | Trasera                                           | Trasera / Total (xDrive)                                  | Trasera / Total (xDrive)                            | Trasera / Total (xDrive)                            | Trasera                                             | Trasera                                             | Trasera                                             |                     |
| Transmisión                    | Manual, 6 velocidades / Automática, 8 velocidades         | Manual, 6 velocidades / Automática, 8 velocidades | Manual, 6 velocidades / Automática, 8 velocidades         | Manual, 6 velocidades / Automática, 8 velocidades | Manual, 6 velocidades / Automática, 8 velocidades | Manual, 6 velocidades / Automática, 8 velocidades         | Automática, 8 velocidades                           | Automática, 8 velocidades                           | Automática, 7 velocidades                           | Automática, 7 velocidades                           | Automática, 7 velocidades                           |                     |
| Peso                           | 1595 kg                                                   | 1625 kg                                           | 1610 kg                                                   | 1635 kg                                           | 1635 kg                                           | 1685 kg                                                   | 1830 kg                                             | 1830 kg                                             | 1770 kg                                             | -                                                   | -                                                   |                     |
| Aceleración 0–100 km/h         | 7.9 s                                                     | 7.9 s                                             | 6.2 s                                                     | 6.6 s                                             | 6.5 s                                             | 5.8 s                                                     | 5.0 s                                               | 4.6 s                                               | 4.3 s                                               | 4.2 s                                               | 3.9 s                                               |                     |
| Velocidad máxima               | 227 km/h                                                  | 238 km/h                                          | 250 km/h (Limitada electrónicamente)                      | 250 km/h (Limitada electrónicamente)              | 250 km/h (Limitada electrónicamente)              | 250 km/h (Limitada electrónicamente)                      | 250 km/h (Limitada electrónicamente)                | 250 km/h (Limitada electrónicamente)                | 250 km/h (Limitada electrónicamente)                | 250 km/h (Limitada electrónicamente)                | 250 km/h (Limitada electrónicamente)                |                     |
| Consumo combinado (L/100 km)   | 6.8                                                       | 7.6                                               | 6.8                                                       | 7.8                                               | 7.6                                               | 8.1                                                       | 10.4                                                | 8.6                                                 | 9.9                                                 | 9.9                                                 | 9.9                                                 |                     |
| Normativa anticontaminación    | Euro 5, Euro 6                                            | Euro 5                                            | Euro 5, Euro 6                                            | Euro 5                                            | Euro 5                                            | Euro 5, Euro 6                                            | Euro 5                                              | Euro 5, Euro 6                                      | Euro 5, Euro 6                                      | Euro 5, Euro 6                                      | Euro 5, Euro 6                                      |                     |

| Motores diesel                 | Motores diesel                                             | Motores diesel                                             | Motores diesel                                             | Motores diesel                                             | Motores diesel                                             | Motores diesel                                                   | Motores diesel                                             | Motores diesel                                             | Motores diesel                                             | Motores diesel                                                   | Motores diesel                                                   | Motores diesel                                                    | Motores diesel    | Motores diesel    |                   |
|                                | 518d                                                       | 518d                                                       | 520d Efficient Dynamics                                    | 520d                                                       | 520d                                                       | 525d                                                             | 525d                                                       | 530d                                                       | 530d                                                       | 535d                                                             | 535d                                                             | M550d                                                             |                   |                   |                   |
| ------------------------------ | ---------------------------------------------------------- | ---------------------------------------------------------- | ---------------------------------------------------------- | ---------------------------------------------------------- | ---------------------------------------------------------- | ---------------------------------------------------------------- | ---------------------------------------------------------- | ---------------------------------------------------------- | ---------------------------------------------------------- | ---------------------------------------------------------------- | ---------------------------------------------------------------- | ----------------------------------------------------------------- | ----------------- | ----------------- | ----------------- |
| Periodo                        | 2013-2014                                                  | 2014-2017                                                  | 2011-2017                                                  | 2010-2014                                                  | 2014-2017                                                  | 2011-2017                                                        | 2010-2011                                                  | 2010-2011                                                  | 2011-2017                                                  | 2010-2011                                                        | 2011-2017                                                        | 2012-2017                                                         |                   |                   |                   |
| Identificación del motor       | N47 D20                                                    | B47 B20                                                    | N47 D20                                                    | N47 D20                                                    | B47 D20                                                    | N47 D20                                                          | N57 D30                                                    | N57 D30                                                    | N57 D30                                                    | N57 D30                                                          | N57 D30                                                          | N57 D30S                                                          |                   |                   |                   |
| Tipo de motor                  | L4 16v, inyección directa, common-rail, turbo, intercooler | L4 16v, inyección directa, common-rail, turbo, intercooler | L4 16v, inyección directa, common-rail, turbo, intercooler | L4 16v, inyección directa, common-rail, turbo, intercooler | L4 16v, inyección directa, common-rail, turbo, intercooler | L4 16v, inyección directa, common-rail, doble turbo, intercooler | L6 24v, inyección directa, common-rail, turbo, intercooler | L6 24v, inyección directa, common-rail, turbo, intercooler | L6 24v, inyección directa, common-rail, turbo, intercooler | L6 24v, inyección directa, common-rail, doble turbo, intercooler | L6 24v, inyección directa, common-rail, doble turbo, intercooler | L6 24v, inyección directa, common-rail, triple turbo, intercooler |                   |                   |                   |
| Diámetro x carrera             | 84.0 mm × 90.0 mm                                          | 84.0 mm × 90.0 mm                                          | 84.0 mm × 90.0 mm                                          | 84.0 mm × 90.0 mm                                          | 84.0 mm × 90.0 mm                                          | 84.0 mm × 90.0 mm                                                | 84.0 mm × 90.0 mm                                          | 84.0 mm × 90.0 mm                                          | 84.0 mm × 90.0 mm                                          | 84.0 mm × 90.0 mm                                                | 84.0 mm × 90.0 mm                                                | 84.0 mm × 90.0 mm                                                 | 84.0 mm × 90.0 mm | 84.0 mm × 90.0 mm | 84.0 mm × 90.0 mm |
| Cilindrada                     | 1995 cm³                                                   | 1995 cm³                                                   | 1995 cm³                                                   | 1995 cm³                                                   | 1995 cm³                                                   | 1995 cm³                                                         | 2993 cm³                                                   | 2993 cm³                                                   | 2993 cm³                                                   | 2993 cm³                                                         | 2993 cm³                                                         | 2993 cm³                                                          |                   |                   |                   |
| Relación de compresión         | 16.5: 1                                                    | 16.5: 1                                                    | 16.5: 1                                                    | 16.5: 1                                                    | 16.5: 1                                                    | 16.5: 1                                                          | 16.5: 1                                                    | 16.5: 1                                                    | 16.5: 1                                                    | 16.5: 1                                                          | 16.5: 1                                                          | 16.5: 1                                                           | 16.5: 1           | 16.5: 1           | 16.5: 1           |
| Potencia máxima: CV (kW) @ rpm | 143 CV (105 kW) @ 4000                                     | 150 CV (110 kW) @ 4000                                     | 184 CV (135 kW) @ 4000                                     | 184 CV (135 kW) @ 4000                                     | 190 CV (140 kW) @ 4000                                     | 218 CV (160 kW) @ 4400                                           | 204 CV (150 kW) @ 4000                                     | 245 CV (180 kW) @ 4000                                     | 258 CV (190 kW) @ 4000                                     | 299 CV (220 kW) @ 4400                                           | 313 CV (230 kW) @ 4400                                           | 381 CV (280 kW) @ 4000-4400                                       |                   |                   |                   |
| Par máximo: Nm @ rpm           | 360 Nm @ 1750-2500                                         | 360 Nm @ 1750-2500                                         | 380 Nm @ 1750-2750                                         | 380 Nm @ 1750-2750                                         | 400 Nm @ 1750-2500                                         | 450 Nm @ 1500-2500                                               | 450 Nm @ 1750-2500                                         | 540 Nm @ 1750-3000                                         | 560 Nm @ 1500-3000                                         | 600 Nm @ 1500-2500                                               | 630 Nm @ 1500-2500                                               | 740 Nm @ 2000-3000                                                |                   |                   |                   |
| Tracción                       | Trasera                                                    | Trasera                                                    | Trasera                                                    | Trasera / Total (xDrive)                                   | Trasera / Total (xDrive)                                   | Trasera / Total (xDrive)                                         | Trasera                                                    | Trasera                                                    | Trasera / Total (xDrive)                                   | Trasera                                                          | Total (xDrive)                                                   | Total (xDrive)                                                    | Total (xDrive)    |                   |                   |
| Transmisión                    | Manual, 6 velocidades / Automática, 8 velocidades          | Manual, 6 velocidades / Automática, 8 velocidades          | Manual, 6 velocidades / Automática, 8 velocidades          | Manual, 6 velocidades / Automática, 8 velocidades          | Manual, 6 velocidades / Automática, 8 velocidades          | Manual, 6 velocidades / Automática, 8 velocidades                | Manual, 6 velocidades / Automática, 8 velocidades          | Manual, 6 velocidades / Automática, 8 velocidades          | Automática, 8 velocidades                                  | Automática, 8 velocidades                                        | Automática, 8 velocidades                                        | Automática, 8 velocidades                                         |                   |                   |                   |
| Peso                           | 1615 kg                                                    | 1615 kg                                                    | 1620 kg                                                    | 1625 kg                                                    | 1620 kg                                                    | 1690 kg                                                          | 1645 kg                                                    | 1715 kg                                                    | 1685 kg                                                    | 1720 kg                                                          | 1725 kg                                                          | 1895 kg                                                           |                   |                   |                   |
| Aceleración 0–100 km/h         | 9.7 s                                                      | 9.5 s                                                      | 8.2 s                                                      | 8.1 s                                                      | 7.9 s                                                      | 7.0 s                                                            | 7.2 s                                                      | 6.3 s                                                      | 5.8 s                                                      | 5.7 s                                                            | 5.3 s                                                            | 4.7 s                                                             |                   |                   |                   |
| Velocidad máxima               | 218 km/h                                                   | 218 km/h                                                   | 231 km/h                                                   | 227 km/h                                                   | 236 km/h                                                   | 248 km/h                                                         | 236 km/h                                                   | 250 km/h (Limitada electrónicamente)                       | 250 km/h (Limitada electrónicamente)                       | 250 km/h (Limitada electrónicamente)                             | 250 km/h (Limitada electrónicamente)                             | 250 km/h (Limitada electrónicamente)                              |                   |                   |                   |
| Consumo combinado (L/100 km)   | 4.5                                                        | 4.5                                                        | 4.5                                                        | 4.8                                                        | 4.3                                                        | 5.0                                                              | 6.2                                                        | 6.1                                                        | 5.7                                                        | 6.1                                                              | 5.4                                                              | 6.3                                                               |                   |                   |                   |
| Normativa anticontaminación    | Euro 5                                                     | Euro 6                                                     | Euro 5, Euro 6                                             | Euro 5                                                     | Euro 6                                                     | Euro 5, Euro 6                                                   | Euro 5                                                     | Euro 5                                                     | Euro 5, Euro 6                                             | Euro 5                                                           | Euro 5, Euro 6                                                   | Euro 5, Euro 6                                                    |                   |                   |                   |